# 5. Berlini Nemzetközi Filmfesztivál
Az 5. Berlini Nemzetközi Filmfesztivál 1955. június 24. és július 5. között került megrendezésre. Az Arany Medve díjat Robert Siodmak filmje, a Die Ratten nyerte.

## A fesztivál programja
Az alábbi filmek voltak versenyben az Arany Medve- és az Ezüst Medve-díjakért:
| Magyar cím                     | Eredeti cím                    | Rendező                    | Ország                    |
| ------------------------------ | ------------------------------ | -------------------------- | ------------------------- |
| Carmen Jones                   | Carmen Jones                   | Otto Preminger             | Amerikai Egyesült Államok |
| Nukkekauppias ja kaunis Lilith | Nukkekauppias ja kaunis Lilith | Jack Witikka               | Finnország                |
| Im Schatten des Karakorum      | Im Schatten des Karakorum      | Eugen Schuhmacher          | Nyugat-Németország        |
| Continente perduto             | Continente perduto             | Enrico Gras, Giorgio Moser | Olaszország               |
| Marcelino, kenyér és bor       | Marcelino pan y vino           | Vajda László               | Spanyolország             |
| Pantomimes                     | Pantomimes                     | Paul Paviot                | Franciaország             |
| Der 20. Juli                   | Der 20. Juli                   | Falk Harnack               | Nyugat-Németország        |
| Die Ratten                     | Die Ratten                     | Robert Siodmak             | Nyugat-Németország        |
| Hétévi vágyakozás              | The Seven Year Itch            | Billy Wilder               | Amerikai Egyesült Államok |
| Siam                           | Siam                           | Ralph Wright               | Amerikai Egyesült Államok |
| Az eltűnő préri                | The Vanishing Prairie          | James Algar                | Amerikai Egyesült Államok |
| Zimmerleute des Waldes         | Zimmerleute des Waldes         | Heinz Sielmann             | Nyugat-Németország        |

## Győztesek
- Arany Medve: Die Ratten (Robert Siodmak)[1]
- Ezüst Medve: Marcelino, kenyér és bor (Ladislao Vajda)
- Bronz Medve: Carmen Jones (Otto Preminger)
- Nagy Arany Medál (dokumentumfilm vagy kulturális film): Az eltűnő préri (James Algar)
- Nagy Ezüst Medál (dokumentumfilm vagy kulturális film): Continente perduto (Enrico Gras, Giorgio Moser)
- Nagy Bronz Medál (dokumentumfilm vagy kulturális film): Im Schatten des Karakorum (Eugen Schuhmacher)
- Kis Arany Medál (rövidfilm): Zimmerleute des Waldes (Heinz Sielmann)
- Kis Ezüst Medál (rövidfilm): Siam (Ralph Wright)
- Kis Bronz Medál (rövidfilm): Pantomimes (Paul Paviot)

## Fordítás
- Ez a szócikk részben vagy egészben  a(z)   5th Berlin International Film Festival című angol Wikipédia-szócikk fordításán alapul.  Az eredeti cikk szerkesztőit annak laptörténete sorolja fel. Ez a jelzés csupán a megfogalmazás eredetét és a szerzői jogokat jelzi, nem szolgál a cikkben szereplő információk forrásmegjelöléseként.